# Auguste Regnaud de Saint-Jean d’Angely

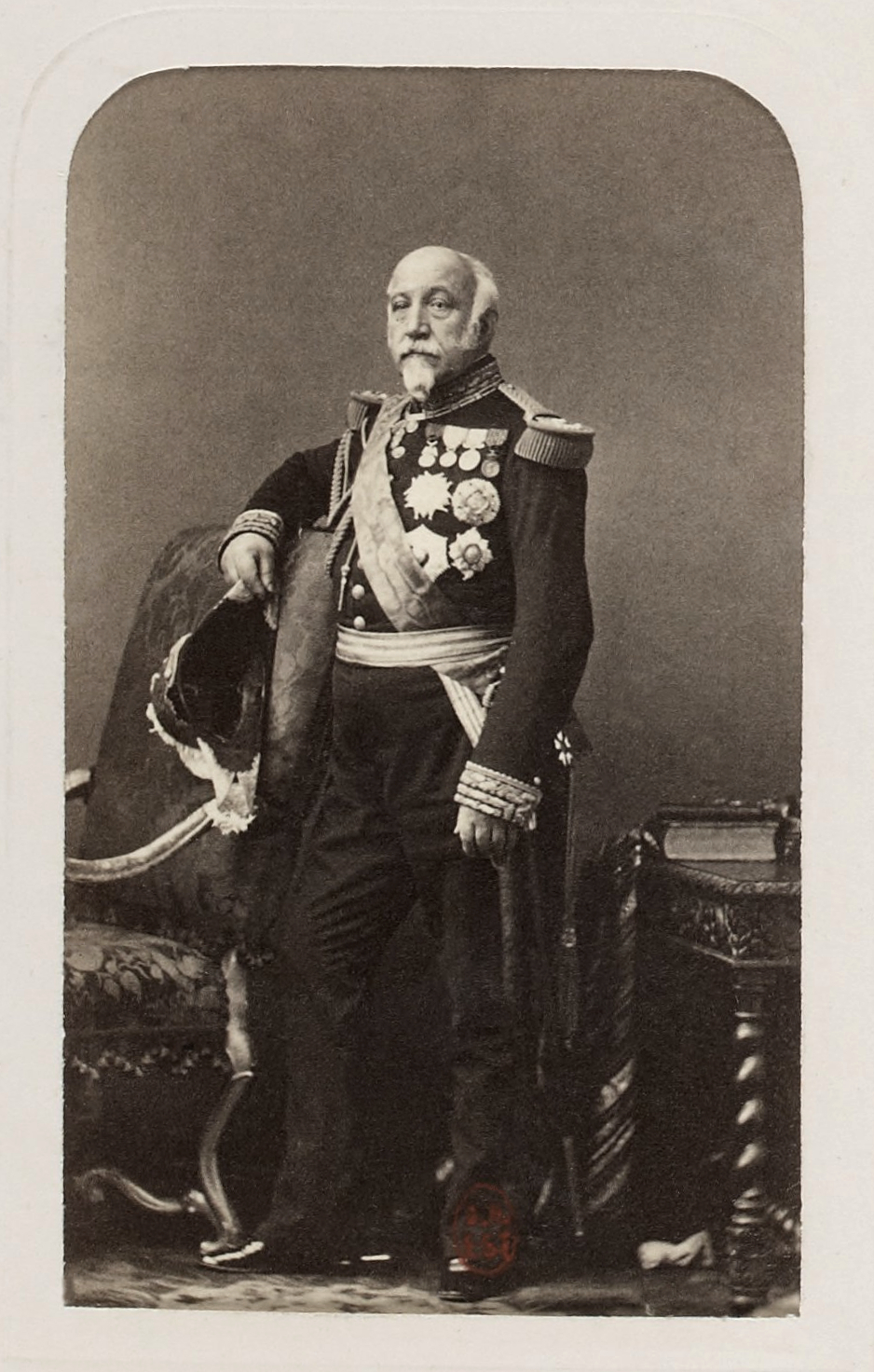
Regnault de Saint-Jean d’Angély

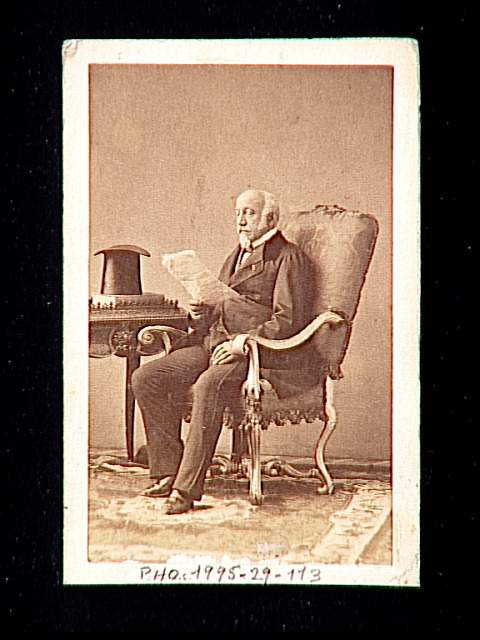
Saint-Jean d’Angely

Auguste-Michel-Etienne, comte Regnaud de Saint-Jean d’Angely (* 29. Juli 1794 in Paris; † 1. Februar 1870 in Cannes) war ein französischer General und Staatsmann sowie Marschall von Frankreich.

## Leben
Auguste war der Sohn des Grafen Michel Louis Étienne Regnaud de Saint-Jean d’Angély, der unter Napoleon I. mehrere hohe Ämter bekleidete.
Er machte als Unterleutnant eines Husarenregiments den russischen Feldzug mit, wurde nach der Völkerschlacht bei Leipzig dem kaiserlichen Generalstab zugeteilt, 1815 zum Ordonnanzoffizier und bei Waterloo zum Eskadronschef ernannt und daher unter der Restauration aus der Armeeliste gestrichen.
1825 begab er sich nach Griechenland und errichtete hier ein Reiterkorps. Nachdem er durch die Julirevolution seinen bei Waterloo erhaltenen Rang wiedererhalten hatte, machte er als Oberst den belgischen Feldzug mit und wurde 1841 als Generalmajor an die Spitze der Militärverwaltung des Departements Meurthe gestellt. 1849 wurde er Divisionsgeneral und war vom 19. bis zum 24. Januar 1851 Kriegsminister.
Am 27. Januar 1852 wurde er zum Senator ernannt und 1854 mit der Bildung der neuen Kaisergarde beauftragt. Als deren Befehlshaber zeichnete er sich 1859 im Sardinischen Krieg auf dem Schlachtfeld von Magenta aus, wo er die Marschallswürde erwarb.
Er starb am 1. Februar 1870 in Cannes und wurde im Caveau des Gouverneurs der Cathédrale Saint-Louis-des-Invalides in Paris beigesetzt.